# Elzada Urseba Clover

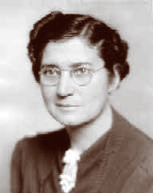
Elzada Clover

Elzada Urseba Clover (* 12. September 1897 in Auburn, Nebraska, Vereinigte Staaten; † 2. November 1980 in McAllen, Hidalgo County, Texas, Vereinigte Staaten) war eine US-amerikanische Botanikerin und Hochschullehrerin. Sie und Lois Jotter waren die ersten nicht-indigenen Frauen, die den Colorado River von Green River (Utah) bis zum Boulder Dam bereisten. Sie war die erste Botanikerin, die die Flora entlang des Flusses im Canyon katalogisierte, und sie war die erste Frau, die 1960 ordentliche Professorin an der Botanik-Fakultät der University of Michigan wurde.

## Leben und Werk

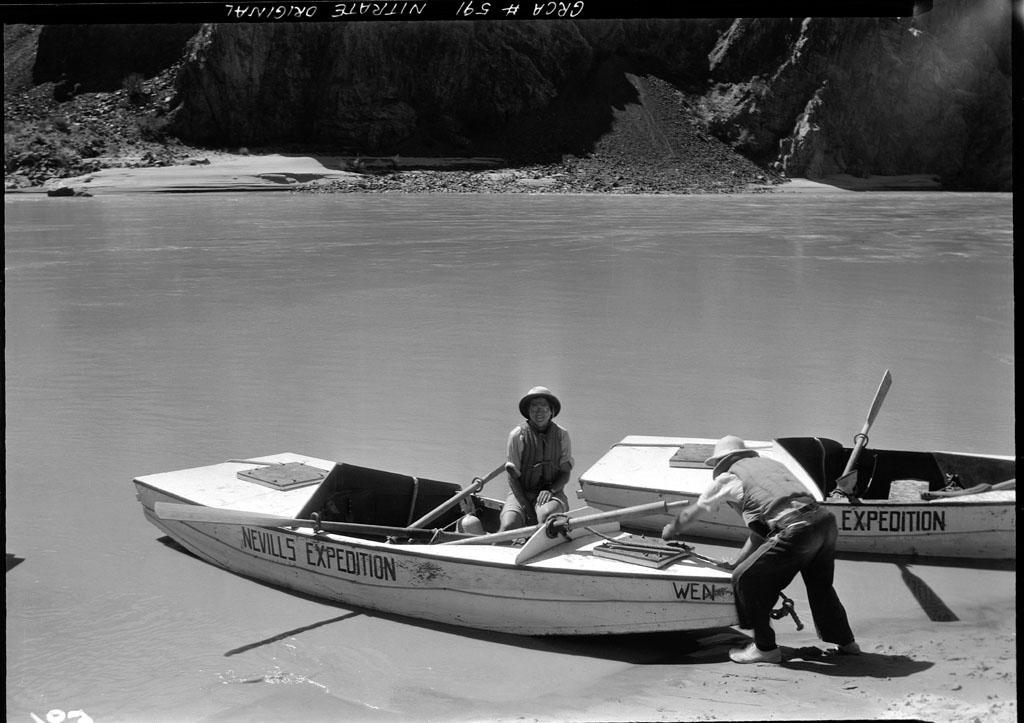
Erste Nevills-Colorado-River-Expedition. Clover sitzt im Boot, als es am Ufer festgemacht wird. 22. Juli 1938

Clover war das siebte von neun Kindern von Maynard French Clover und Sarah Gates Clover. Sie hatte sechs Schwestern und zwei Brüder und wuchs auf einer Farm in Auburn im Südosten Nebraskas auf, die ihre Eltern 1885 als unbebautes Land gekauft hatten. Sie besuchte die High School in der nahegelegenen Stadt Peru und wurde dort zur Lehrerin ausgebildet. Von 1919 bis 1927 unterrichtete sie als Lehrerin an öffentlichen Schulen in Texas und Nebraska und leitete eine Indianer-Missionsschule in Texas. Nach ihrem Abschluss 1930 am Nebraska State Teachers College studierte sie anschließend an der University of Michigan in Ann Arbor. Dort erhielt sie 1932 ihren Master-Abschluss und promovierte 1935. Das Thema ihrer Dissertation war die Vegetation des unteren Rio Grande Valley.
1935 wurde sie zur Dozentin für Botanik an der Universität und zur stellvertretenden Kuratorin des botanischen Gartens ernannt. Ihre Forschung und Lehrtätigkeit konzentrierte sich auf Kakteengewächse. 1937 sammelte Clover Kakteen auf dem Colorado-Plateau (Utah). Danach nahm sie sich vor, die noch nicht botanisch erforschte Pflanzenwelt des Grand Canyon zu katalogisieren. Clovers Ziel war es, Exemplare zu sammeln und Veränderungen der Pflanzenwelt in den verschiedenen Höhenlagen entlang der Route in die Seitencanyons des Flusses zu dokumentieren.

## Erste Botanikerin, die Pflanzen im Grand Canyon katalogisierte

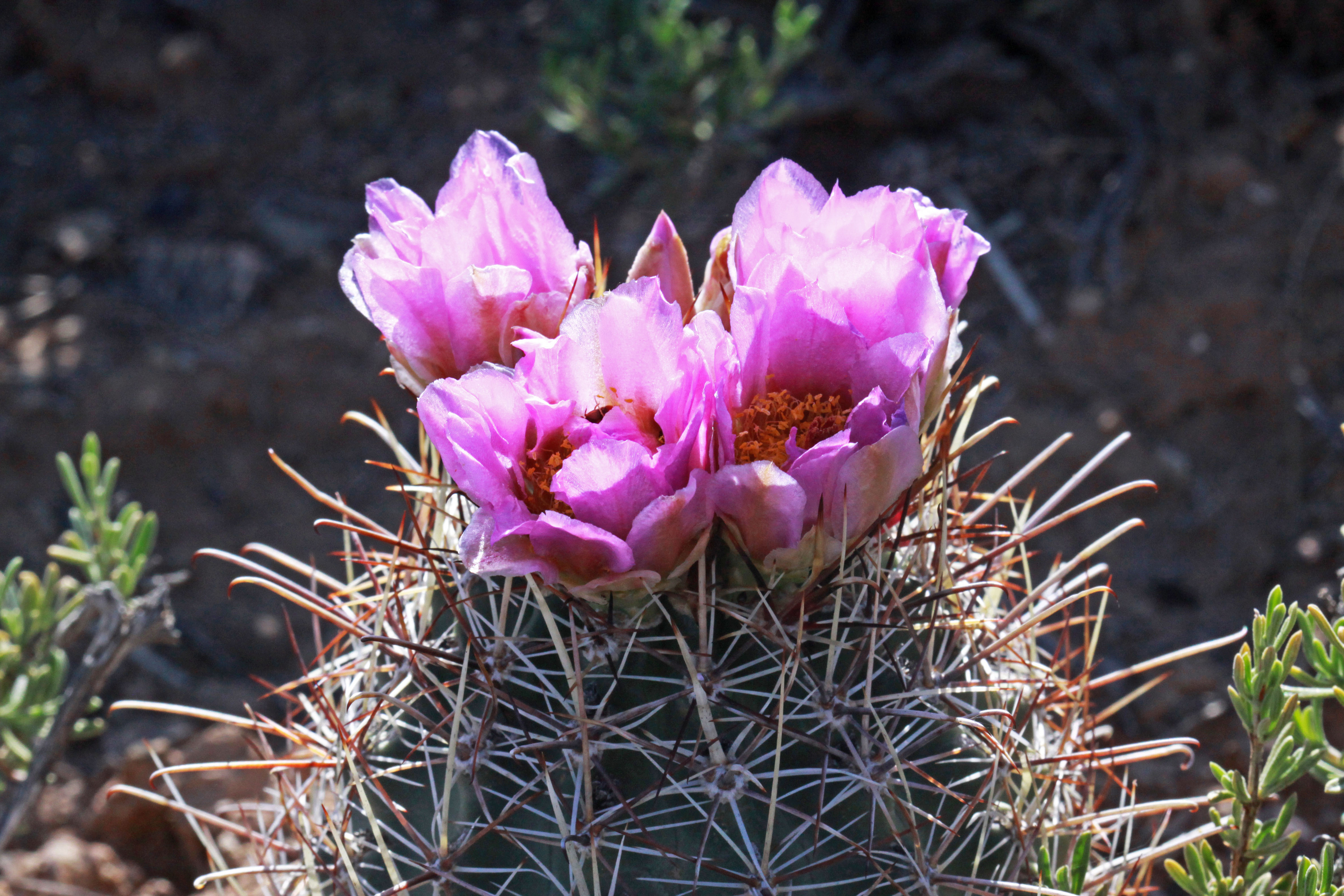
Sclerocactus parviflorus

Da Wandern und Reiten keine praktikablen Optionen waren, musste Clover den Fluss mit dem Floß befahren. 1938 war jedoch die vorherrschende Meinung, dass der Colorado River für jeden viel zu gefährlich war. Viele Männer waren bei dem Versuch, ihn zu befahren, ums Leben gekommen, und die letzte Frau, die es versucht hatte, Bessie Hyde im Jahr 1928, war dabei mit ihrem Mann auf Hochzeitsreise verschwunden. Vielleicht wegen dieser ernsten Risiken lehnte die University of Michigan die Förderung der Expedition ab. Clover beantragte dennoch ein Stipendium in Höhe von 400 Dollar bei der Rackham Graduate School und wählte Norman Nevills als Partner, den sie im vergangenen Sommer zufällig kennengelernt hatte. Nevills lebte am San Juan River in der Nähe des abgelegenen Außenpostens Mexican Hat in Utah und wollte sich als Flussführer für Touristen einen Namen machen. Clover und Neville beschlossen, dass er die Boote baut und steuert, Werbung macht und ein paar Männer mitbringt, so LaPhene „Don“ Harris vom United States Geological Survey und den Amateurfotografen Bill Gibson, der die Reise filmen würde. Im Gegenzug würde Clover zwei Studenten mitbringen, die sie betreute, die Botanikstudentin Lois Jotter und Eugene Atkinson, der an seiner Doktorarbeit in Paläobotanik arbeitete.
Die 43-tägige Reise über 600 Meilen vom 20. Juni bis zum 29. Juli 2938 war ein wissenschaftlicher Erfolg. Clover und Jotter kartierten fünf verschiedene Pflanzenzonen und entdeckten vier neue Kaktusarten: Echinocereus canyonensis, Sclerocactus parviflorus, Echinocereus decumbens und Opuntia longiareolata. Ihre Untersuchung ist die einzige umfassende Untersuchung der Uferarten des Colorado River vor dem Bau des Glen Canyon Dam und sie katalogisierten 400 Pflanzenarten.
Anschließend schloss Clover sich Nevills für eine weitere Exkursion an, diesmal den San Juan River hinunter. 1939 veröffentlichte sie einen Bericht über die Expedition mit dem Titel Danger Can Be Fun und kehrte im selben Jahr nach Arizona zurück, um weitere Pflanzenproben zu sammeln. Nach einem Monat im Havasupai Canyon, in dem sie eine neue Kaktusart entdeckte, veröffentlichten Clover und Jotter 1941 Cacti of the Colorado River and Tributaries. Von diesem Zeitpunkt an gab Clover ihre Studien im Westen auf und konzentrierte sich auf Reisen in die Wüsten von Guatemala, Mexiko und Haiti und veröffentlichte dementsprechend weitere Werke.
Clover hielt Vorträge und zeigte ihre Filme Frauenclubs, Schulen und Kirchengruppen. 1944 stellten sie und Jotter ihre Artenliste fertig und veröffentlichten sie im American Midland Naturalist. Einige ihrer Exemplare wurden auch dem National Herbarium des Smithsonian gespendet.
1957 wurde sie Kuratorin des Botanischen Gartens der Universität und die erste Dozentin der University of Michigan. 1960 erhielt sie als erste Frau eine ordentliche Professur für Botanik an der University of Michigan. Nach ihrer Pensionierung 1967 an der University of Michigan zog Clover nach San Juan. 1980 starb sie in McAllen im Alter von 83 Jahren.
Clover war Mitglied zahlreicher Berufsverbände, darunter der American Association for the Advancement of Science, der Botanical Society of America und der Michigan Academy of Science.
Das Boot Wen, das Nellis zusammen mit Clover steuerte, ist im Besucherzentrum des Grand Canyon Nationalparks ausgestellt. Die Kakteen, die Clover am Colorado sammelte und nach Ann Arbor verschiffte, bildeten die Grundlage der Wüstensammlungen im heutigen Matthaei Botanical Garden.
Beim Zitieren eines botanischen Namens wird die Standard-Autorenabkürzung Clover verwendet, um sie als Autorin anzugeben.

## Veröffentlichungen (Auswahl)
- mit Lois Jotter: Cacti of the Canyon of the Colorado River and Tributaries. Bulletin of the Torrey Botanical Club, Vol. 68, No. 6, 1941, S. 409–419. doi:10.2307/2481651.
- mit Lois Jotter. Floristic Studies in the Canyon of the Colorado and Tributaries. Am. Midland Naturalist, 1944, S. 591–642.
- The Cactaceae of Southern Utah.Bull. of the Torrey Botanical Club, 1938, S. 397–412.